# Samson Kitur
Samson Kitur, kenijski atlet, * 25. februar 1966, Eldoret, Kenija, † 25.  april 2003, Eldoret.
Kitur je nastopil na poletnih olimpijskih igrah v letih 1992 v Barceloni in 1996 v Atlanti. Največji uspeh je dosegel na igrah leta 1992 z bronasto medaljo v teku na 400 m. Na Svetovnem prvenstvu 1993 je osvojil srebrno medaljo v štafeti 4x400 m in bronasto v teku na 400 m, na vseafriških igrah pa je v teku na 400 m zmagal v letih 1991 in 1995.
Tudi njegova brata Simon in David sta bila atleta.